# Jump On Top of Me
"Jump On Top of Me" er en sang, der blev skrevet af Mick Jagger og Keith Richards, selvom det mest var en Jagger komposition, til The Rolling Stones single “You Got Me Rocking” fra 1994.
Musikerne der indspillede sangen i midten af 1993 til begyndelsen af 1994 var følgende. Jagger sang og spillede mundharmonika, mens Ron Wood spillede slideguitar og Richards rytmisk guitar. Bass og trommer blev spillet af henholdsvis Darryl Jones og Charlie Watts.
Singlen, der kun blev udgivet i England, fik en 23. plads .

### Fodnote
1. ↑  Jump on Top of Me
2. ↑  Arkiveret 16. oktober 2007 hos  Wayback Machine The Rolling Stones: Complete Singles Chart Entries [US & UK, 1963-2006]